# 坂口幸雄
坂口 幸雄（さかぐち ゆきお、1901年2月24日 - 2002年3月18日）は日本の実業家。日清製油元会長。長野県上高井郡川田村（現長野市）生まれ。

## 経歴
- 1920年 - 旧制長野中学（現長野県長野高等学校）卒業
- 1925年 - 東亜同文書院卒業、日清製油大連支店入社
- 1942年 - 日清製油取締役
- 1945年 - 招集され陸軍二等兵として従軍、敗戦により支店や現地工場は接収
- 1947年 - 引き揚げ、横浜工場再建担当役員
- 1953年 - 専務取締役
- 1955年 - 取締役社長

その他、日本油脂協会会長、世界製油協会副会長、日本経済団体連合会常任理事などを歴任した。